# Herkules (ötödik évad)
A Herkules című tévésorozat 5. évadának epizódjai

## Epizódok
| #   | Epizód eredeti címe                   | Eredeti bemutató     | Epizód magyar címe                    |
| --- | ------------------------------------- | -------------------- | ------------------------------------- |
| 1.  | Faith                                 | 1998. szeptember 28. | Hit                                   |
| 2.  | Descent                               | 1998. október 5.     | Sumér kaland                          |
| 3.  | Resurrection                          | 1998. október 12.    | Feltámadás                            |
| 4.  | Genies and Grecians and Geeks, Oh My! | 1998. október 19.    | Dzsinnek, Gráciák, Görögök, te jó ég! |
| 5.  | Render Unto Caesar                    | 1998. október 26.    | Adjátok meg Caesarnak                 |
| 6.  | Norse by Norsevest                    | 1998. november 2.    | Vikingnél vikingebb                   |
| 7.  | Somewhere Over the Rainbow Bridge     | 1998. november 9.    | Valahol a szivárványhíd fölött        |
| 8.  | Darkness Rising                       | 1998. november 9.    | Felkelő sötétség                      |
| 9.  | For Those of You Just Joining Us...   | 1999. január 9.      | Azoknak akik csak most...             |
| 10. | Let There Be Light                    | 1999. január 16.     | Legyen fény                           |
| 11. | Redemption                            | 1999. január 23.     | Megváltás                             |
| 12. | Sky High                              | 1999. január 30.     | Magas ég                              |
| 13. | Stranger and Stranger                 | 1999. február 1.     | Különleges idegen                     |
| 14. | Just Passing Through                  | 1999. február 8.     | Menet közben                          |
| 15. | Greece Is Burning                     | 1999. február 22.    | Divat, Hellász, divat                 |
| 16. | We'll Always Have Cyprus              | 1999. március 1.     | Ciprus örökre a miénk                 |
| 17. | The Academy                           | 1999. március 15.    | Az Akadémia                           |
| 18. | Love on the Rocks                     | 1999. április 1.     | Part menti szerelem                   |
| 19. | Once Upon a Future King               | 1999. április 26.    | Hol volt, hol nem lesz...             |
| 20. | Fade Out                              | 1999. május 3.       | Láthatatlan emberek                   |
| 21. | My Best Girl's Wedding                | 1999. május 10.      | A szerelmem esküvője                  |
| 22. | Revelations                           | 1999. május 17.      | Kinyilatkoztatások                    |

## 05-01: Hit
- Eredeti bemutató: 1998. szeptember 28.
- Írta: Alex Kurtzman és Roberto Orci
- Rendezte: Michael Hurst

Mezopotámiában Gilgames király bakban van. Megharagudtak rá az Istenek, ezért az országát és népét haraggal sújtják. Utolsó reményük Herkules, akiért követeket küld. Herkules és Ioles Nebulával hajózik ki. Kiderül ő nem más, mint Gilgames húga. Elszomorító látvány fogadja őket. Egyedül az isteni nektár segíthetne, amit egy piramisba gondosan elrejtettek az istenek és csak Isten fia teheti be oda a lábát.

## 05-02: Sumér kaland
- Eredeti bemutató: 1998. október 5.
- Írta: Lisa Klink
- Rendezte: Richard Compton

Ioles halála után, Sumeriában Herkules és Nebula veszélyes utra indul az Alvilágba, hogy visszaszerezzék őt az életbe...

## 05-03: Feltámadás
- Eredeti bemutató: 1998. október 12.
- Írta: Alex Kurtzman és Roberto Orci
- Rendezte: Philip Sgriccia

Még mindig Ioles halála után, Herkules elhagyja Sumériát egy hajóval, ami később zátonyra fut. Megérkezik Eirebe, ahol őt az Egyetlennek ismerik. Szembeszáll egy gonosz félistennővel, Morigannel, aki megölte a druidákat...

## 05-04: Dzsinnek, Gráciák, Görögök, te jó ég!
- Eredeti bemutató: 1998. október 19.
- Írta: Paul Robert Coyle
- Rendezte: John Cameron

Autolycus és Salmoneus birtokukba szereznek egy palackot, ami dzsint rejt. Előző tulajdonosa arra használta, hogy kapzsi eladókat csapjon be... és visszaköveteli azt.

## 05-05: Adjátok meg Caesarnak
- Eredeti bemutató: 1998. október 26.
- Írta: Gene O'Neill és Noreen Tobin
- Rendezte: John Laing

Amíg a Herkules megpróbál segíteni Morrigannek, hogy elhagyja vérszomjas életét és elfogadja, hogy druida legyen, egy római hadsereg, amit  Julius Caesar vezetett, megérkezik a partokra. Eireben a Kelták védelmét kérik Herkulestől...

## 05-06: Vikingnél vikingebb
- Eredeti bemutató: 1998. november 2.
- Írta: Gary Conway és Paul Robert Coyle
- Rendezte: John Laing

Herkules elhagyja Eirét, továbbutazik Skandináviába, ahol Baldernek, egy istennek, szüksége van a segítségére: azt álmodta, hogy meg fog halni. Herkulest lenyűgözi, hogy találkozott egy istennel, aki aggódik a halandók miatt és beleegyezik, hogy segít neki, de a veszély Baldernek váratlan módon megérkezik.

## 05-07: Valahol a szivárványhíd fölött
- Eredeti bemutató: 1998. november 9.
- Írta: Gerry Conway
- Rendezte: Michael Hurst

Odin egy fatalisztikus, Balder halott, Thor száműzött, és Loki bujkál. Herkules nem tudja megakadályozni a harmadik tragédiát, ami elkerülhetetlenné tenné Ragnarokot. Eltökélt, hogy bosszút álljon a veszteségükért Lokin.

## 05-08: Felkelő sötétség
- Eredeti bemutató: 1998. november 9.
- Írta: Lisa Klink
- Rendezte: Chris Long

Herkules a vikingeknél átélt kalandok után visszatér Morriganhez. A két fiatal szerelmes lesz egymásba, s egy nap, amikor piknikezni mennek, és az eső elől bemenekülnek egy barlangba, a druidákat lemészárolják. Herkulesnek ismét látomása van, amelyben Nebulát veszélyben látja, ezért úgy dönt, hogy visszamegy Mezopotámiába. Közben rájön, hogy a druidák lemészárlásáért és Nebula hallucinációiért egyaránt Dahak a felelős. És az is kiderül számára, hogy Nebula valójában nem képzelődik, mert Dahak Iolesz képében jelenik meg előtte...

## 05-09: Azoknak akik csak most...
- Eredeti bemutató: 1999. január 9.
- Írta: Alex Kurtzman és Roberto Orci
- Rendezte: Bruce Campbell

A film stábja edzőtáborba vonul, ahol a kommunikációs készségüket próbálják fejleszteni. Próbálnak ötleteket gyűjteni a folytatáshoz. Persze itt is, mint magában a sorozatban Kevin Sorbo azaz Hercules a legtalálékonyabb. A producer Gabriel bőrébe bújva megpróbálja megmérgezni a sorozat szereplőit, de Herkules rájön a fondorlatra és így megmenti a stábot.

## 05-10: Legyen fény
- Eredeti bemutató: 1999. január 16.
- Írta: Gene O'Neill és Noreen Tobin
- Rendezte: Robert Radler

Sumérföldre mennek Herkulesék Dahak után. Meglepetés éri őket, mert Hellászban bőség van, Dahak uralkodik Iolesz bőrébe bújva, az emberek pedig neki hisznek és nem Herkulesnek. Dahak eltüntette az isteneket, mert vissza akarja állítani az istenek előtti állapotot. Eközben Iolesz lelke folyamatosan küzd Dahakkal. Herkulesnek meg kell szereznie a teremtés kövét, mert csak ennek segítségével pusztíthatja el Dahakot...

## 05-11: Megváltás
- Eredeti bemutató: 1999. január 23.
- Írta: Lisa Klink
- Rendezte: Bruce Campbell

Herkules és Zarathustra követeli Dahaktól Ioles testét. Próbálják megakadályozni, hogy Dahak vegye át a hatalmat a világ fölött. Időközben Morrigannek és Nebulának meg kell akadályozniuk, hogy Dahak követői megöljék a sebezhető Arest, Dahak megmutatja  Herkulesnek, hogy hogyan vette rá Iolest, hogy hozza a világba őt.

## 05-12: Magas ég
- Eredeti bemutató: 1999. január 30.
- Írta: Christian Williams
- Rendezte: Robert Radler

Herkules és Ephiny megpróbálnak egy vulkánt nyugalomra bírni úgy, hogy atlanti kristályokat helyeznek a tetejére, egy elítélt gyilkossal és az áldozat apjával...

## 05-13: Különleges idegen
- Eredeti bemutató: 1999. február 1.
- Írta: Gerry Conway és Paul Robert Coyle
- Rendezte: Bruce Campbell

Herkules bemegy az átjáróba, mert az istenek egy másik világban vannak, ahonnan ki kell szabadítania őket, majd visszavinni a saját világukba, mert ellenkező esetben mindkét világ elpusztul. A másik világban Herkules összetalálkozik Iolesz hasonmásával, aki elkíséri, hogy segítsen az istenek kiszabadításában. Mindenkinek van egy hasonmása, így Herkulesnek is, akit azonban Árész megöl. Nebula hasonmása pedig gonosz hercegnő ebben a világban. Herkules megtudja , hogy az istenek az Örök emlékezet labirintusában vannak...

## 05-14: Menet közben
- Eredeti bemutató: 1999. február 8.
- Írta: Gene O'Neill és Noreen Tobin
- Rendezte: Charles Siebert

Herkules elhatározza, hogy elviszi Iolesz hasonmását Iolesz sírjához, s közben mesél neki Ioleszről, hogy megmutassa a kettejük közti különbséget. Azt a történetet meséli el, amikor Autolykusz ellopta a kőpárduc fején lévő rubint és lenyelte, és neki és Iolesznek kellett valahogy kiszedniük belőle a követ, mert ellenkező esetben a kőpárduc megelevenedik és elpusztítja azt, akinél a kő van. Ám kifutnak az időből, s a párduc valóban életre kel...

## 05-15: Divat, Hellász, divat
- Eredeti bemutató: 1999. február 22.
- Írta: Andrew Landis és Julia Swift
- Rendezte: Michael Hurst

Újra feltűnnek a karakterek a "Szabadon, mint a madár-ból". Althea divattervező akar lenni, de Oena és szeretője Verminhaven grófja viccet csinál Altheából és a tervezéseiből. Herkules biztatja Altheát és barátait, hogy rendezzenek egy bemutatót, de Oena és szeretője azon settenkedik, hogy mindenáron megakadályozza a show-t...

## 05-16: Ciprus örökre a miénk
- Eredeti bemutató: 1999. március 1.
- Írta: Alex Kurtzman és Roberto Orci
- Rendezte: Garth Maxwell

Herkules visszatér Cyprusra, ahol Morrigannel töltötte utolsó napjait. Emlékszik kapcsolatuk végére. Időközben egy nő tér vissza a halál karmai közül és bosszút fogad a cyprusi orákulum ellen...

## 05-17: Az Akadémia
- Eredeti bemutató: 1999. március 15.
- Írta: Paul Robert Coyle
- Rendezte: Charlie Haskell

Nauszika, Triton lánya sellő. Az igazi szerelemre vágyik, de apja maga mellett akarja tartani. Ezt használja ki Viszály, aki ráveszi, hogy hagyja ott a tengert, apja birodalmát. Nauszika nem tudja, hogy ha estig nem tér vissza a tengerbe, akkor a víz jéggé válik. A városban aztán beleszeret Ioleszbe...

## 05-18: Part menti szerelem
- Eredeti bemutató: 1999. április 1.
- Írta: Kevin Maynard
- Rendezte: Rick Jacobson

Viszály Nauticát nővé változtatja. Aphrodité segít Iolesnek vezetni egy orgyilkosokból álló csoportot a falutól távol. Nauticát így akarja szerelembe ejteni. Viszály és a csapata megpróbálja távol tartani az óceántól Nauticát, míg napnyugta nem lesz. Ioles szerelembe esik Nautica iránt, de bűnösnek érzi magát, amiatt, hogy ő nem bátor harcos.

## 05-19: Hol volt, hol nem lesz...
- Eredeti bemutató: 1999. április 26.
- Írta: Gene O'Neill és Noreen Tobin
- Rendezte: Mark Beesley

Merlin visszaküldi az időben Artúr királyt és Mábot Hercules korába?

## 05-20: Láthatatlan emberek
- Eredeti bemutató: 1999. május 3.
- Írta: Gerry Conway
- Rendezte: Charles Siebert

Herkules és Ioles találnak egy olyan várost, ahol az emberek elhalványulnak a halálba. Egyetlen módja van, hogy megtörjék az átkot, magára kell vinni az átkot Herkulesnek. Utána Iolesszel együtt meg kell keresniük a megmaradt kőszemeket, ami megtöri az átkot...

## 05-21: A szerelmem esküvője
- Eredeti bemutató: 1999. május 10.
- Írta: Gerry Conway
- Rendezte: Andrew Merrifield

Egy orgyilkosokból álló csoport vezetője érkezik egy kis városba, hogy megünnepelje esküvőjét...Ioles szerelmét, Nauticát. Herkules megment egy nőt a banditáktól, de a végére kideül, hogy Serena az. Ioles próbál késni az esküvőről, Herkules és Serena megpróbálja megmenteni Nauticát a kényszerházasságból...

## 05-22: Kinyilatkoztatások
- Eredeti bemutató: 1999. május 17.
- Írta: Tom O'Neill és George Strayton
- Rendezte: Bruce Campbell

Ioles visszatér, egy lény meg akar győződni arról, hogy ez a világ vége...De mi is történik igazából?